# Niederscheid
Niederscheid ist ein Ortsteil der Stadt Hennef (Sieg). Niederscheid wird heute in der Statistik der Stadt Hennef nicht mehr gesondert ausgewiesen.

## Lage
Der Weiler liegt in einer Höhe von 175 m ü. NHN auf den Hängen des Westerwaldes. Nachbarorte sind Mittelscheid im Südwesten und Bach im Norden. Der Ort liegt an der Landesstraße 268.

## Geschichte
1910 gab es in Niederscheid die Haushalte Ackerer Franz Josef Becker, Dienstmagd Agnes Bergmann, Ackerin Witwe Franz Bergmann, Ackerer Peter Hochstätter, Ackerer Heinrich Müller, Ackererin Witwe Johann Müller und Ackerin Witwe Josef Schiefer.